# Алпийски мармот
Алпийските мармоти (Marmota marmota) са вид дребни бозайници от семейство Катерицови (Sciuridae).
Разпространени са в планинските области на Южна и Централна Европа от Пиренеите до Карпатите. Достигат 42-54 cm дължина на тялото и 8 kg маса. Хранят се главно със зелени части от растения, по-рядко със семена, насекоми и червеи.